# دهستان ایج
دهستان ایج از توابع بخش مرکزی شهرستان استهبان در استان فارس می باشد. مرکز این دهستان  شهر ایج است.

## جمعیت
براساس سرشماری نفوس و مسکن سال ۱۳۹۵ جمعیت دهستان ایج آن ۳٬۵۱۰ تن(۱۰۸۹خانوار) بوده است. جمعیت شهر ایج   برابر ۶٬۲۴۶ تن(۱۸۷۶خانوار) است.